# Maderuelo
Maderuelo ist ein Ort und eine nordspanische Gemeinde (municipio) mit 101 Einwohnern (Stand: 2024) in der Provinz Segovia in der Autonomen Gemeinschaft Kastilien-León.

## Lage und Klima
Die Gemeinde Maderuelo liegt etwa 57 km (Fahrtstrecke) nordnordöstlich von Segovia in einer mittleren Höhe von ca. 950 m. 
Ein Großteil der Gemeinde liegt im Parque Natural de las Hoces del Río Riaza. Die Talsperre Embalse de Linares del Arroyo staut hier den Río Riaza auf.
Das Klima ist im Winter rau, im Sommer dagegen gemäßigt bis warm; Regen (ca. 570 mm/Jahr) fällt übers Jahr verteilt.

## Bevölkerungsentwicklung
| Jahr      | 1970 | 1981 | 1991 | 2001 | 2011 | 2021 |
| Einwohner | 370  | 192  | 170  | 159  | 159  | 125  |

## Sehenswürdigkeiten
- Burgruine und Ortsbefestigung

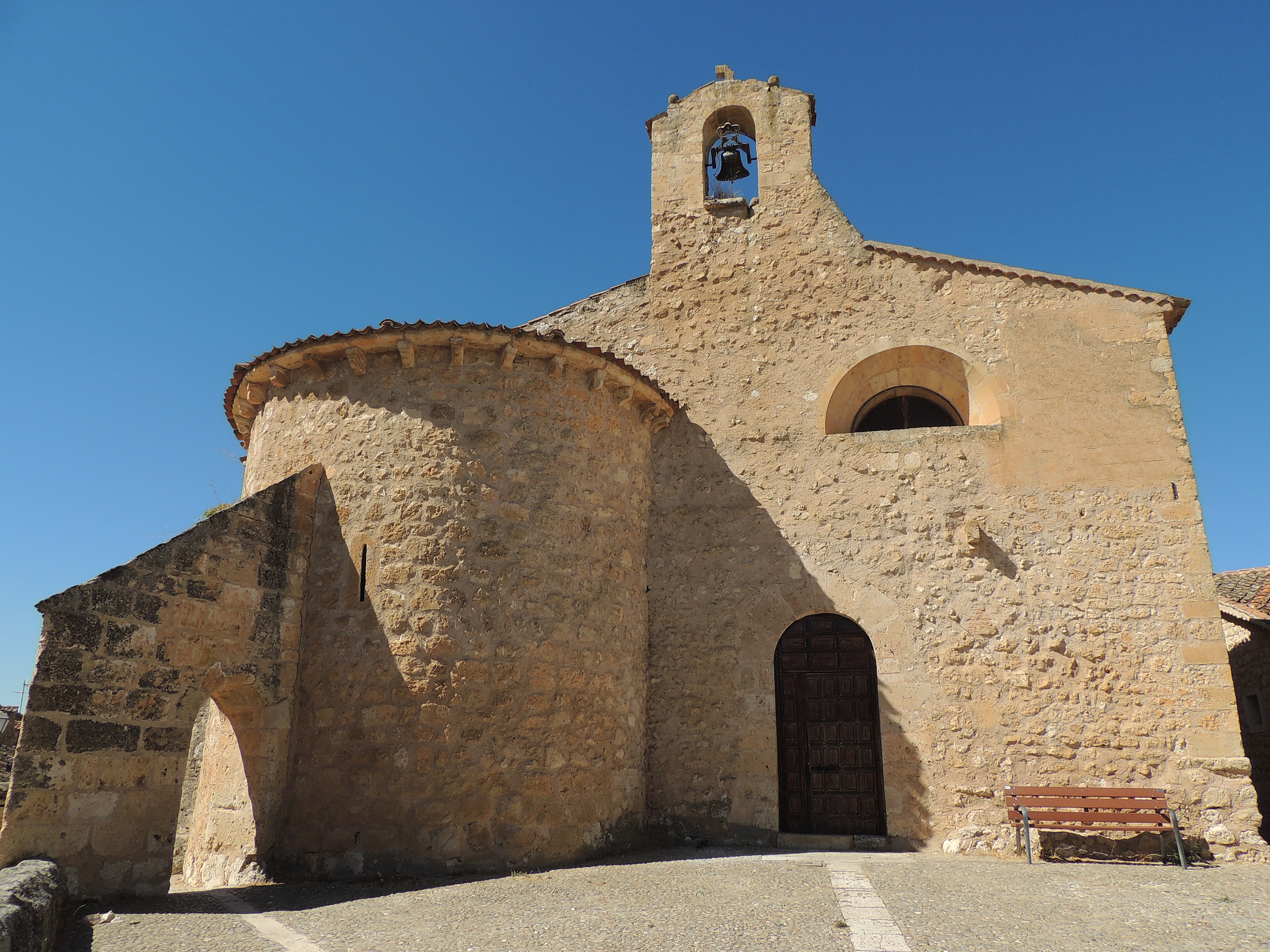
Michaeliskirche
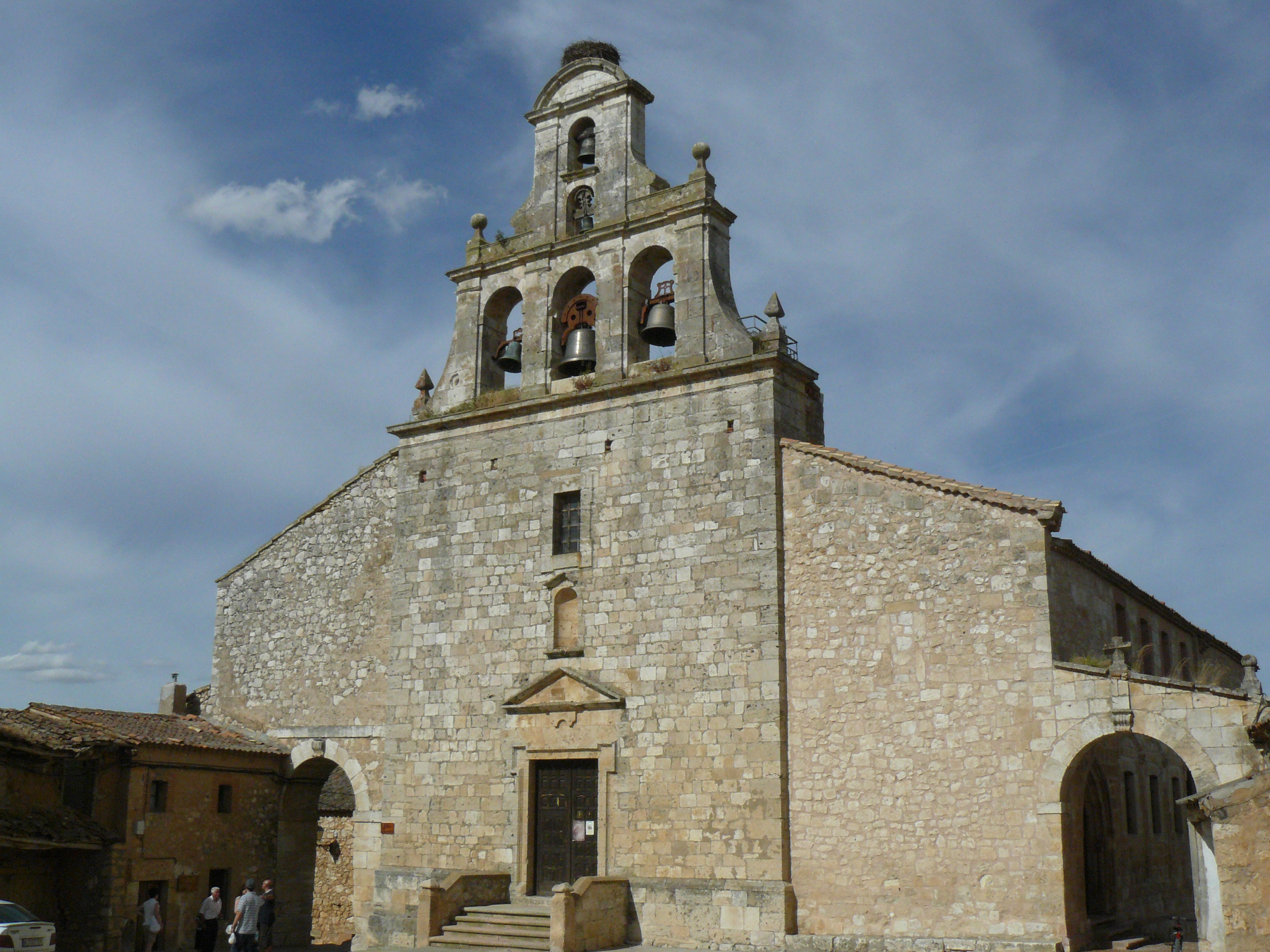
Marienkirche
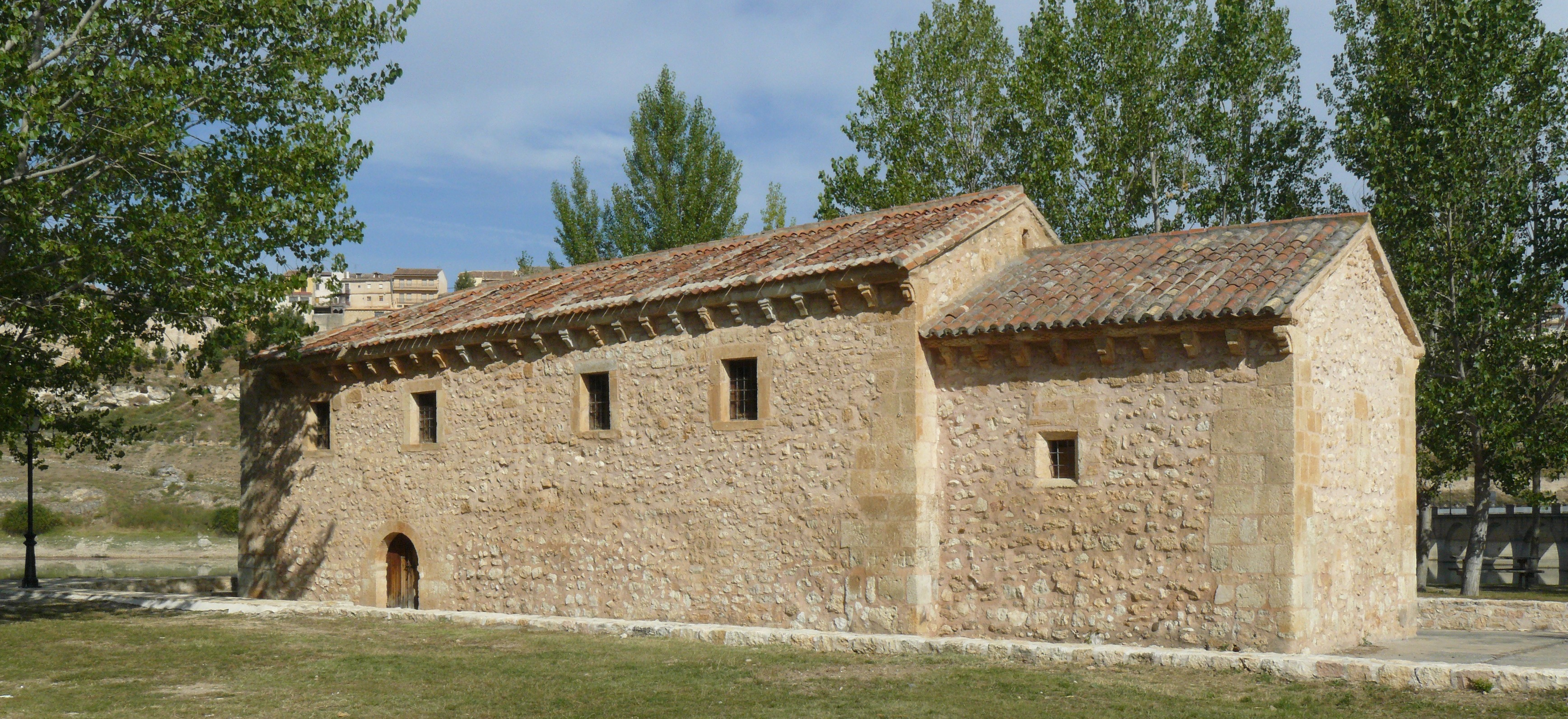
Kreuzkapelle

- Michaeliskirche
- Marienkirche
- Kreuzkapelle